# Styx
Pour les articles homonymes, voir Styx (homonymie).
 (octobre 2020).
Si vous disposez d'ouvrages ou d'articles de référence ou si vous connaissez des sites web de qualité traitant du thème abordé ici, merci de compléter l'article en donnant les références utiles à sa vérifiabilité et en les liant à la section « Notes et références ».
Dans la mythologie grecque, Styx est une Océanide, fille aînée d'Océan et de Téthys, ou une déesse, fille d'Érèbe (les Ténèbres) et de Nyx (la Nuit) selon d'autres traditions. Elle personnifie le Styx, l'un des fleuves et points de passage des Enfers.

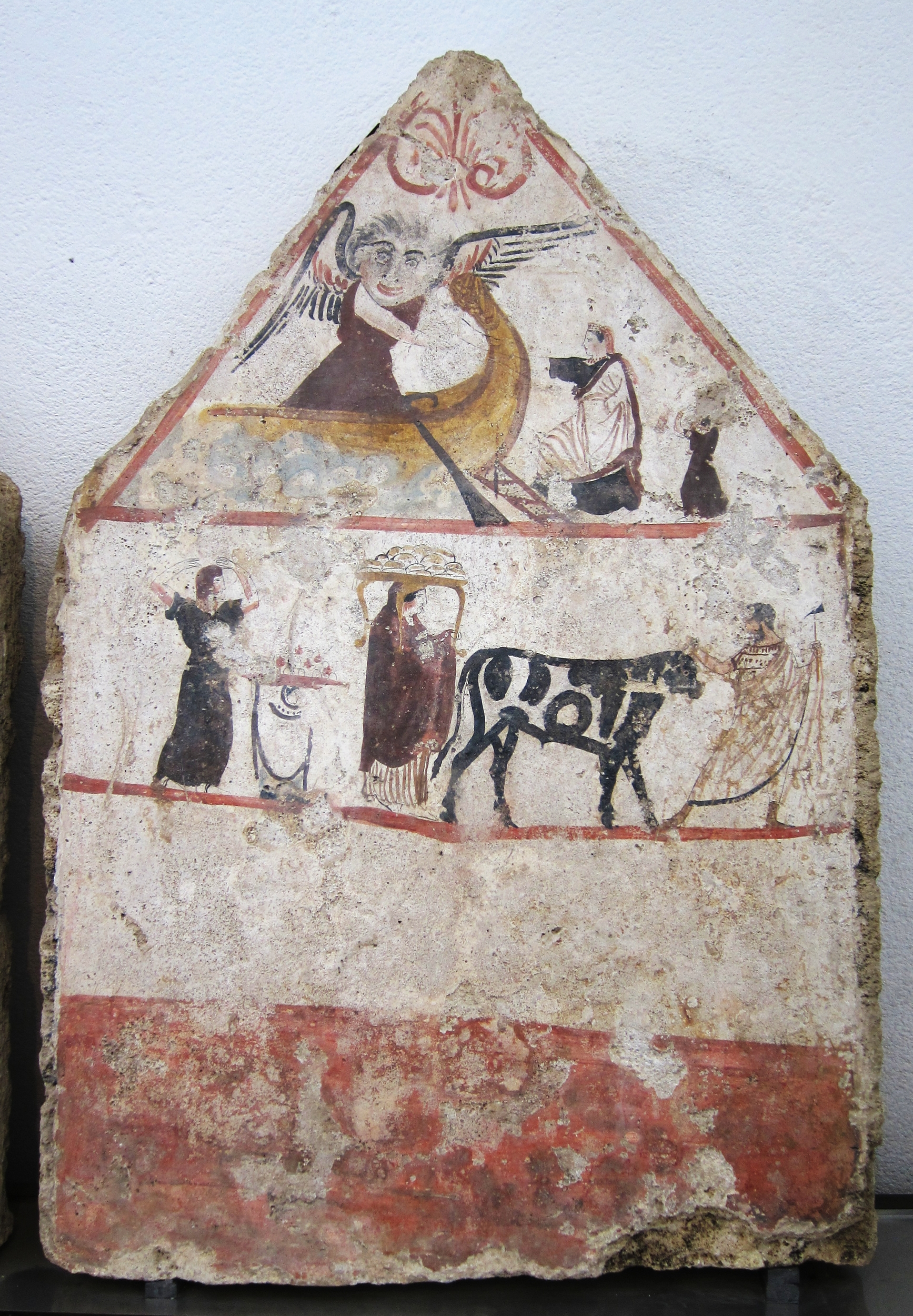
Fresque d'une tombe lucanienne représentant Charon naviguant avec sa barque sur le Styx (Museo archeologico nazionale di Paestum, Italie).

## Anthroponymie
Le nom dérivé du grec ancien Στύξ / Stúx, du verbe στυγέω / stugéô, « détester, haïr ».

## Personnage

### Naissance et famille
Fille d'Océan et de Téthys, Hésiode considère Styx comme la plus respectable des Océanides. Le Titan Pallas en tomba amoureux et elle devint la mère de Zélos (le Zèle), de Niké (la Victoire), de Kratos (la Puissance) et de Bia (la Force).
À cette liste, Hygin rajoute une fille, le monstre Scylla[réf. nécessaire].
D'autres auteurs comptent Perséphone parmi ses enfants, qu'elle a de Zeus. Ils ne considèrent pas Perséphone comme la fille de Déméter et affirment qu'elle est depuis toujours la déesse des Enfers[réf. nécessaire].

### Mythes
Styx présidait à une fontaine d'Arcadie, dans le massif du Chelmós[réf. nécessaire] (Aroania dans l'Antiquité), dans le nord du Péloponnèse,.
Pendant la Titanomachie (guerre entre les dieux et les Titans), Styx suivit les conseils de son père et fut la première parmi les immortelles à offrir son aide à Zeus. Ses enfants se joignirent également à eux. En guise de récompense, Zeus invita les enfants de l'Océanide à demeurer dans l'Olympe pour toujours.

De plus, son nom devint sacré et les dieux prêtaient leurs serments les plus solennels par celui-ci. Quand un dieu portait serment par le Styx, Iris puisait de son eau dans une coupe d'or.

Selon Homère, si une divinité se parjurait, elle subissait la sentence de perdre le souffle pendant une année et d'être bannie de l'Olympe durant neuf ans.

## Fleuve infernal
Le Styx est l'un des fleuves des Enfers qui séparaient le monde terrestre de celui-ci. Le Styx, affluent de la haine, le Phlégéthon, rivière de flammes, l'Achéron, fleuve du chagrin, le Cocyte, torrent des lamentations, et le Léthé, ruisseau de l'oubli, convergeaient au centre du monde souterrain vers un vaste marais[réf. nécessaire].

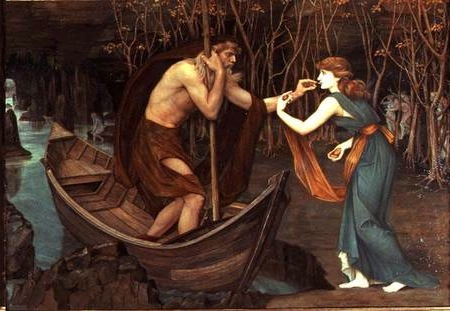
Charon et Psyché, Charon prend l'obole de la bouche de Psyché en échange de la traversée du Styx, John Roddam Spencer Stanhope, 1883.

Charon a pour rôle de faire traverser le Styx aux morts dans une barque, contre une pièce ou un objet selon certaines croyances.
Ceux qui ne pouvaient payer, faute d'avoir été enterrés selon les rites, étaient condamnés à errer sur les bords du fleuve Styx pendant cent ans.
Il est dit aussi que Phlégyas aide les morts à traverser le Styx, mais la plupart des traditions affirment que Charon faisait plutôt traverser l'Achéron et Phlégyas, le Phlégéthon[réf. nécessaire].
Comme les autres fleuves infernaux, le Styx a aussi pour objectif d'empêcher les morts de s'enfuir des Enfers[réf. nécessaire].
Une légende raconte que toute partie du corps qu'on y plongeait devenait invulnérable. Ainsi, Thétis plongea-t-elle son fils Achille dans ses eaux et il ne resta vulnérable qu'au talon, la seule partie qu'elle n’avait pas submergée puisqu'elle le tenait par le pied, erreur qui coûta la vie au héros, mort durant la guerre de Troie touché au talon.
Le serment « sur le Styx » était particulièrement irrévocable, même pour les dieux :
- Zeus jura ainsi d'accorder à Sémélé ce qu'elle désirait et dut s'y plier malgré les conséquences du souhait de la jeune femme ; l'apparition du dieu dans toute sa gloire causa la mort de cette dernière ;
- Hélios fit une promesse similaire à Phaéton et lui permit de conduire le char du Soleil. Phaéton embrasa le Ciel et la Terre ; Zeus le foudroya ;
- Les Aloades, ayant brisé un serment fait sur le Styx, reçurent un châtiment exemplaire, celui de rester attachés dos à dos à tout jamais, dans le vent et les ténèbres.

### Localisations

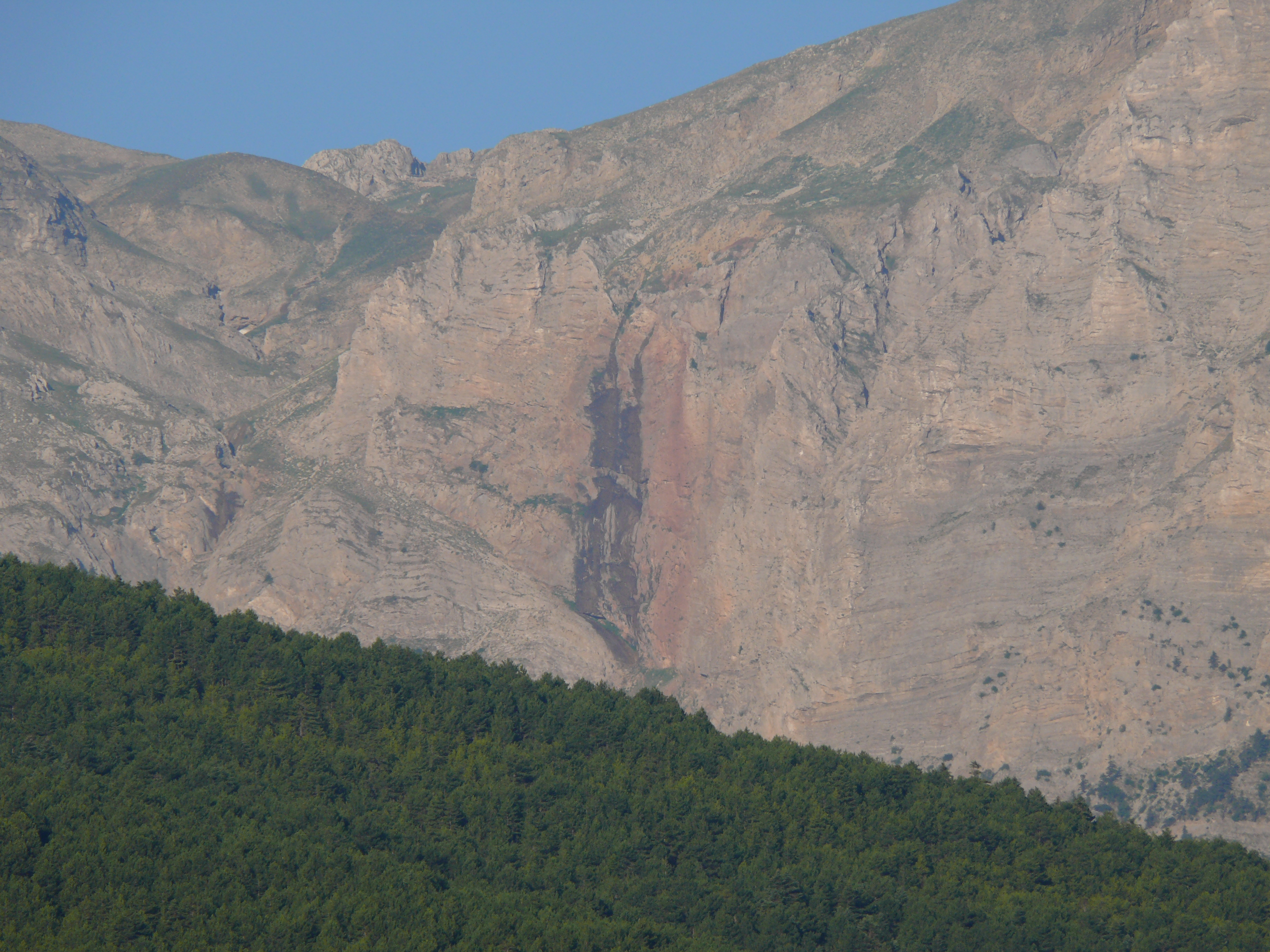
Sources de Styx, dans le massif du Chelmós.

Une source située dans le massif du Chelmós (nord de l'Arcadie antique, actuellement dans le district régional d'Achaïe), porte le nom de Styx. L'eau jaillit d'une falaise rocheuse et tombe en cascade puis forme avec d'autres le fleuve Krathís, qui se jette dans le golfe de Corinthe. Elle est évoquée entre autres par Pausanias qui rapporte diverses propriétés de cette eau, toxique et ayant le pouvoir de dissoudre différentes matières.

### Développements ultérieurs
Le Liber monstrorum, catalogue de peuples et créatures légendaires anonyme du VIIIe siècle, fournit une description différente :

« Les païens, dans leurs conversations pleines de rumeurs, décrivent le Styx noir parmi les enfers comme le plus grand serpent du monde entier, qui, selon eux, entoure de ses anneaux noirs neuf fois le Tartare d'une manière pitoyable, à travers le marais stygien des âmes gémissantes. Ainsi le Styx avec son mur de vipères et le marais avec sa vague putride, dont personne n'ose approcher le bord horrible, enferment les âmes gémissantes, pensent-ils, dans des larmes éternelles. »

Le Styx de la tradition grecque, apparaît plus tard dans la vision de l'enfer par le christianisme.

Dante Alighieri, dans sa Divine Comédie fait de cette rivière le cinquième cercle de l'enfer, où les coléreux subissaient le châtiment de demeurer immergés dans la vase. Il attribue la garde du Styx au nocher Phlégyas.

### Notion de «fleuve infernal» dans d'autres traditions
Dans le bouddhisme japonais, la rivière Sanzu serait l'équivalent du Styx[réf. nécessaire].

## Styx dans la culture

### Peinture

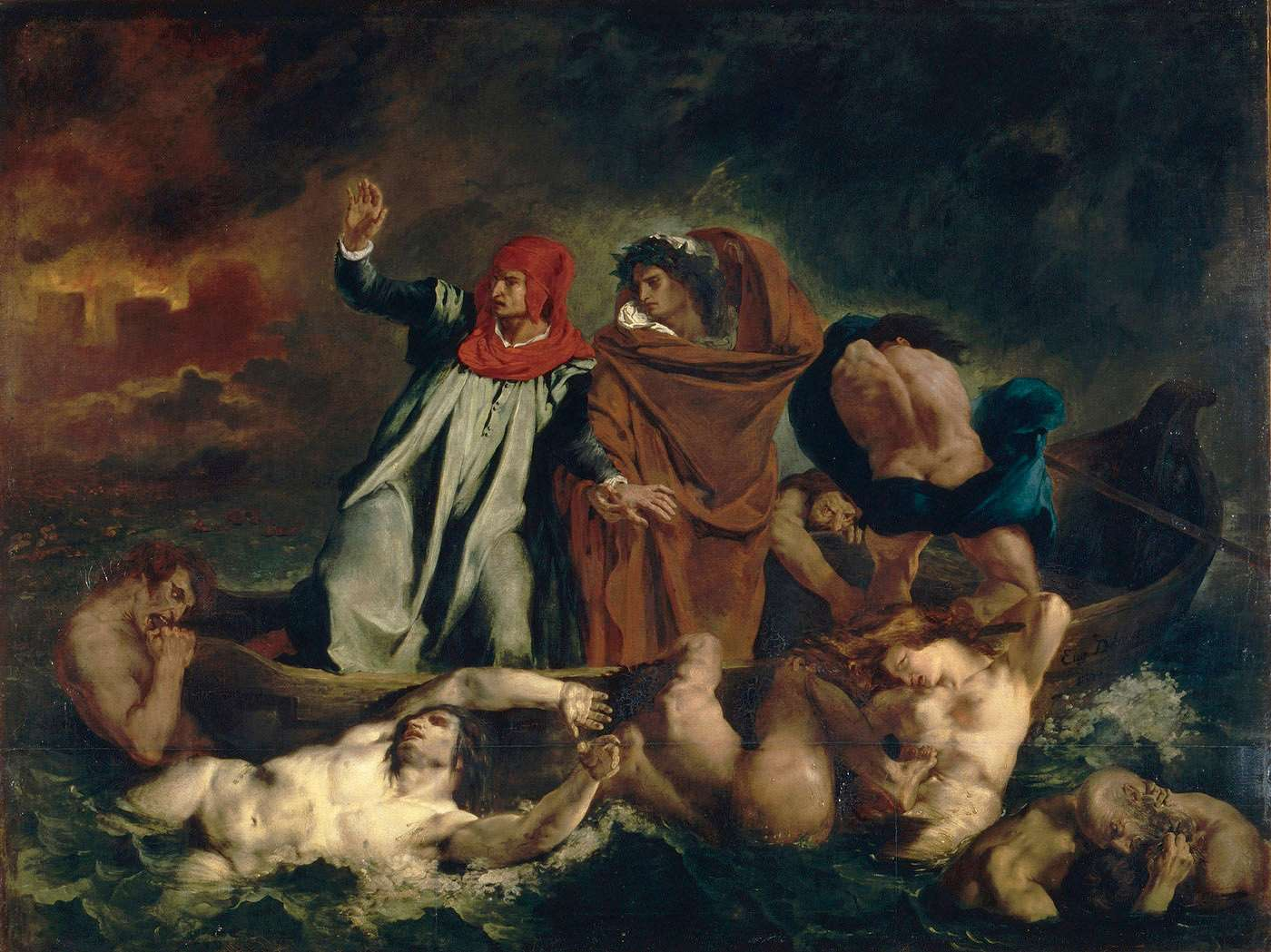
La Barque de Dante, d'Eugène Delacroix, 1822.

- La Barque de Dante ou Dante et Virgile aux enfers (1822) représente un extrait de la Divine Comédie, texte du poète de la Renaissance Dante Alighieri : la visite aux Enfers de Dante, accompagné du poète de l'Antiquité Virgile et leur passage du Styx dans la barque menée par Phlégias, roi des Lapithes[12].

### Littérature et poésie
- Jean de La Fontaine (1621-1695) : Le Torrent et la Rivière, livre VIII, fable 23.
- Alphonse de Lamartine (1790-1869) : L'Enthousiasme.
- Stéphane Mallarmé (1842-1898) : Sonnet en X.
- Rick Riordan (né en 1964) : Les Travaux d'Apollon (2016-2020) : la déesse apparaît dans trois des volumes de cette série. Les plus importants serments y sont prêtés en son nom.

### Cinéma et télévision
- Hercule est un long-métrage d'animation réalisé par John Muskers et Ron Clements sorti en 1997. Le Styx y apparaît comme le fleuve où les âmes errent pour l'éternité[13].
- Styx est un film de Wolfgang Fischer sorti le 27 mars 2019[14].
- River Styxx est un personnage de la série animée Monster High et qui apparaît dans le film Hanté sorti le 24 mars 2015[15].

### Musique
Styx est un groupe de rock américain ayant débuté dans les années 1970.

### Jeu vidéo
Dans la série de jeu vidéo Bayonetta, un des personnages, Jeanne, a fait un pacte avec un démon nommé Madama Styx afin qu'elle lui accorde ses pouvoirs. Il est dit que Madama Styx est la reine du fleuve Styx et est surnommée Arbitre du destin.

### Astronomie
Styx est un satellite de Pluton découvert en 2012.

### Biologie
Une méduse abyssale géante et d'allure terrifiante a été nommée d'après ce fleuve : Stygiomedusa gigantea (littéralement « méduse géante du Styx »).

### Tourisme
Le Styx était également l'ancien nom de l'attraction aquatique Romus et Rapidus du parc Astérix en France.

### Sources antiques
- Pseudo-Apollodore, Bibliothèque [détail des éditions] [lire en ligne] (I, 2, 2-5 ; I, 3, 1).
- Hésiode, Théogonie [détail des éditions] [lire en ligne] (v. 383 et suiv.).
- Hygin, Fables [détail des éditions] [(la) lire en ligne] (Préface).
- Pausanias, Description de la Grèce [détail des éditions] [lire en ligne] (VIII, 17, 18.2, 19.3).
- Homère, L'Iliade (diverses mentions dont chants II, 751-755; XIV, 270-280; XV, 36-38).
- Virgile, Énéide, Livre VI.